# Georges Eugène Haussmann
Pour les articles homonymes, voir Hausmann.
Georges Eugène Haussmann, communément appelé le baron Haussmann, né le 27 mars 1809 à Paris et mort le 11 janvier 1891 dans la même ville, est un haut fonctionnaire et homme politique français.
Préfet de la Seine de 1853 à 1870, il a dirigé les transformations de Paris sous le Second Empire en approfondissant le vaste plan de rénovation établi par la commission Siméon, qui vise à poursuivre les travaux engagés par ses prédécesseurs à la préfecture de la Seine, Rambuteau et Berger. Les transformations sont telles que l'on parle de bâtiments « haussmanniens » pour les nombreux édifices construits le long des larges avenues percées dans Paris sous sa houlette, les travaux réalisés ayant donné à l'ancien Paris médiéval le visage qu'on lui connaît aujourd'hui.

## Biographie

### Famille et formation
Georges Eugène Haussmann naît à Paris le 27 mars 1809 au 55, rue du Faubourg-du-Roule, dans le quartier Beaujon. Il est le fils de Nicolas-Valentin Haussmann (1787-1876), protestant, commissaire des guerres et intendant militaire de Napoléon Ier, et d'Ève-Marie-Henriette-Caroline Dentzel. Par sa mère, il est le petit-fils du général et député de la Convention Georges Frédéric Dentzel, baron d'Empire, et, par son père, le petit-fils de Nicolas Haussmann (1760-1846), député de l'Assemblée législative et de la Convention, administrateur du département de Seine-et-Oise, commissaire aux armées.
À l'âge de deux ans, comme il fatigue sa mère, ses parents l'emmènent vivre à Chaville chez ses grands-parents paternels.
Il fait ses études au lycée Condorcet à Paris puis entame un cursus de droit tout en étant élève au conservatoire de musique de Paris.

### Carrière
De 1827 à 1830, il officie en tant que clerc de notaire dans l'étude de Maître Clausse à Paris.
Le 21 mai 1831, il est nommé secrétaire général de la préfecture de la Vienne, puis, le 15 juin 1832, sous-préfet d'Yssingeaux (Haute-Loire). Il est successivement sous-préfet de Nérac en Lot-et-Garonne (le 9 octobre 1832), de Saint-Girons en Ariège (le 19 février 1840), de Blaye en Gironde (le 23 novembre 1841), conseiller de préfecture de la Gironde (1848), puis préfet du Var (le 24 janvier 1849), de l'Yonne (15 mai 1850) et de la Gironde (2 décembre 1851).
En poste à Nérac, il fréquente la bourgeoisie bordelaise, au sein de laquelle il rencontre Louise Octavie de Laharpe (1807-1890), protestante comme lui (son père est pasteur réformé selon l'acte de mariage), avec laquelle il se marie le 17 octobre 1838 à Bordeaux. Ils ont deux filles : Henriette, qui épouse en 1860 Camille Dollfus, homme politique, et Valentine, qui épouse en 1865 le vicomte Maurice Pernety, chef de cabinet du préfet de la Seine, puis, après son divorce (1891), Georges Renouard (1843-1897), fils de Jules Renouard. Il a une autre fille, Eugénie (née en 1859), de sa relation avec l'actrice Francine Cellier (1839-1891), et descendance,.
Sous l'administration d'Haussmann, les travaux et projets girondins ont été importants. De nombreuses lignes de chemin de fer ont été construites ainsi que des usines à Bègles. Les travaux de défense de la pointe de Grave ont été finalisés. Sur le plan social, il a mis en place un système d'allocations aux filles-mères indigentes pour les aider à élever leur enfant et encouragé l'installation de bureaux de bienfaisance. À Bordeaux, de nombreuses voies ont été percées, l'éclairage au gaz et l'adduction d'eau se sont améliorés, notamment grâce à un projet de construction de trois fontaines monumentales.
Présenté à Napoléon III par Victor de Persigny, ministre de l'Intérieur, il devient préfet de la Seine le 1er juillet 1853 , succédant ainsi à Jean-Jacques Berger, jusqu'en janvier 1870. En 1857, il devient sénateur et, vingt ans plus tard, député de la Corse.
Le 29 juin 1853, l'Empereur lui confie la mission d'assainir et embellir Paris.

## La transformation de Paris

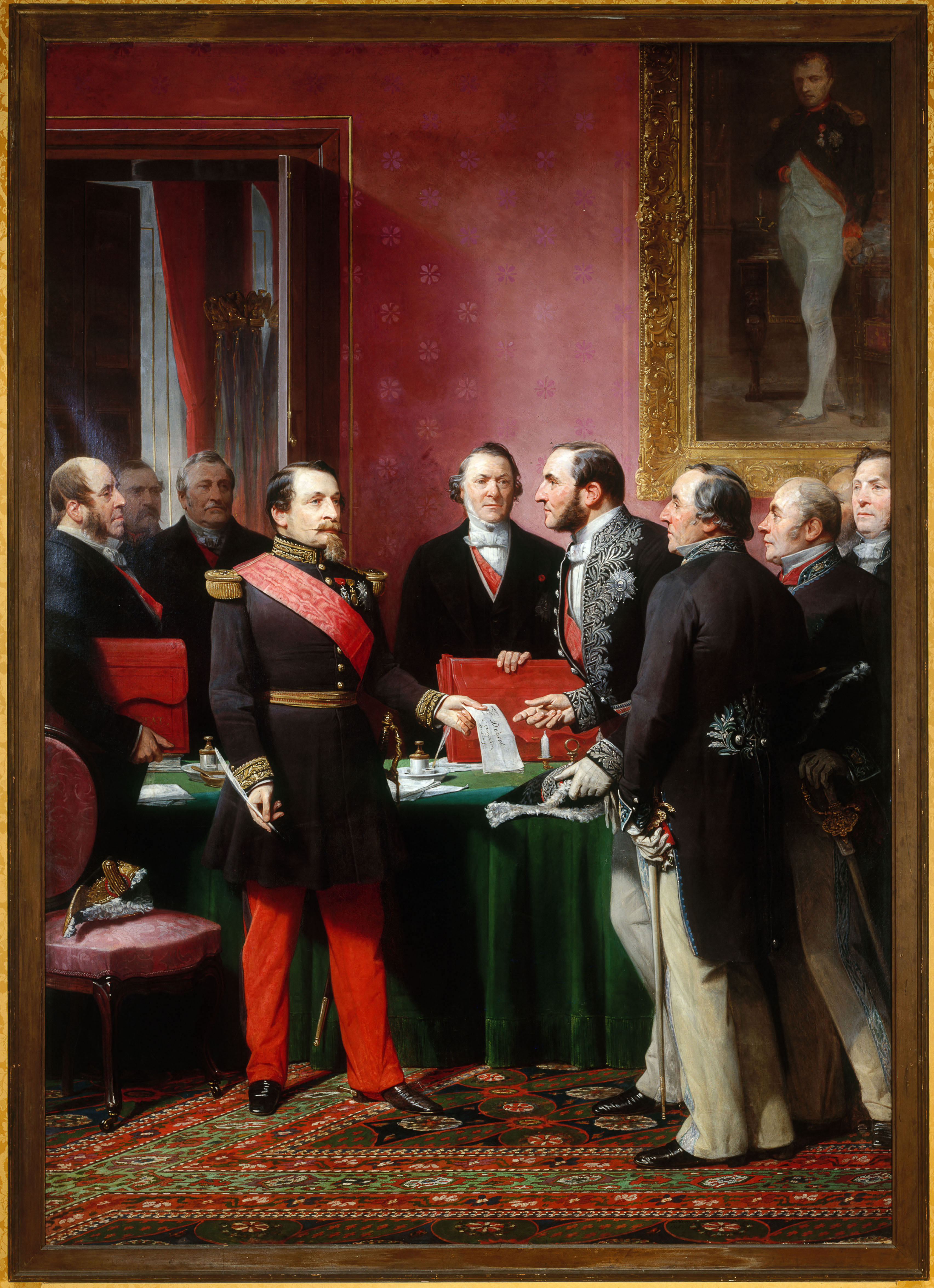
Napoléon III remettant au baron Haussmann le décret d'annexion à Paris des communes suburbaines (1860).

Au milieu du XIXe siècle, le centre historique de Paris se présente à peu près sous le même aspect qu'au Moyen Âge : les rues y sont encore étroites, peu éclairées et insalubres.
Lors de son exil en Angleterre (1846-1848), Louis-Napoléon Bonaparte fut fortement impressionné par les quartiers ouest de Londres ; la reconstruction de la capitale anglaise à la suite du grand incendie de 1666 avait fait de cette ville une référence pour l'hygiène et l'urbanisme moderne. L'Empereur voulait faire de Paris une ville aussi prestigieuse que Londres : tel fut le point de départ de l'action du nouveau préfet.
Haussmann souhaitait instaurer une politique facilitant l'écoulement des flux, aussi bien de population, de marchandises que d’air et d’eau, convaincu par les théories hygiénistes héritées des Lumières et qui se sont diffusées à la suite de l’épidémie de choléra de 1832. Cette campagne fut intitulée « Paris embellie, Paris agrandie, Paris assainie ».
Un autre objectif, politiquement moins défendu, était de prévenir d'éventuels soulèvements populaires, fréquents à Paris : après la Révolution de 1789, le peuple s'est soulevé notamment en juillet 1830 et en juin 1848. En démolissant et réorganisant le vieux centre de Paris, Haussmann a déstructuré les foyers de contestation : parce qu'éparpillée dans les nouveaux quartiers, on avait rendu plus difficile à la classe ouvrière d'organiser une insurrection.
Par ailleurs, Haussmann écrit à Napoléon III qu'il faut « accepter dans une juste mesure la cherté des loyers et des vivres […] comme un auxiliaire utile pour défendre Paris contre l'invasion des ouvriers de la province ».
Haussmann a l'obsession de la ligne droite, ce que l'on a appelé le « culte de l'axe » au XIXe siècle ; pour cela, il est prêt à amputer des espaces verts comme le jardin du Luxembourg mais aussi à démolir certains bâtiments comme le marché des Innocents.
En dix-huit ans, des boulevards et avenues sont percés de la place du Trône (actuelle place de la Nation) à la place de l'Étoile, de la gare de l'Est à l'Observatoire. Les Champs-Élysées sont aménagés.
Dans le but d'améliorer l'hygiène, par une meilleure qualité de l'air, suivant les recommandations de son prédécesseur le préfet Rambuteau, il aménage un certain nombre de parcs et jardins : ainsi est créé un square dans chacun des quatre-vingts quartiers de Paris, ainsi que le parc Montsouris et le parc des Buttes-Chaumont.
D'autres espaces déjà existants sont aménagés. Ainsi, les bois de Vincennes et de Boulogne deviennent des lieux prisés pour la promenade. Il transforme aussi la place Saint-Michel et sa fontaine, dont la saleté l'avait marqué lorsque, étudiant, il y passait pour se rendre à l'École de droit.
Des règlements imposent des normes très strictes quant au gabarit et à l'ordonnancement des maisons. L'immeuble de rapport et l'hôtel particulier s'imposent comme modèles de référence. Les immeubles se ressemblent tous : c'est l'esthétique du rationnel.
Afin de mettre en valeur les monuments nouveaux ou anciens, il met en scène de vastes perspectives sous forme d'avenues ou de vastes places. L'exemple le plus représentatif est la place de l'Étoile, dont le réaménagement est confié à Hittorff.
Haussmann fait aussi construire ou reconstruire des ponts sur la Seine ainsi que de nouvelles églises, comme Saint-Augustin ou la Trinité.
Il crée en parallèle, avec l'ingénieur Belgrand, des circuits d'adduction d'eau et un réseau moderne d'égouts, puis lance la construction de théâtres (théâtre de la Ville et théâtre du Châtelet), ainsi que deux gares (gare de Lyon et gare de l'Est). Il fait construire les abattoirs de la Villette afin de fermer les abattoirs présents dans la ville.
En 1859, Haussmann décide d'étendre la ville de Paris jusqu'aux fortifications de l'enceinte de Thiers. Onze communes limitrophes de Paris sont totalement supprimées et leurs territoires absorbés par la ville entièrement (Belleville, Grenelle, Vaugirard, La Villette) ou en grande partie (Auteuil, Passy, Batignolles-Monceau, Bercy, La Chapelle, Charonne, Montmartre). La capitale annexe également une partie du territoire de treize autres communes compris dans l'enceinte. Dans le même temps, il procède à l'aménagement du Parc des Princes de Boulogne-Billancourt, dans le cadre d'une vaste opération immobilière sous l'égide du duc de Morny.
La transformation de la capitale a un coût très élevé puisque Napoléon III souscrit un prêt de 250 millions de francs-or en 1865, et un autre de 260 millions de francs en 1869 (soit un total de 25 milliards d'euros de 2011). En plus de cela, la banque d'affaires des Pereire investit 400 millions de francs jusqu'en 1867 dans des bons de délégation, créés par un décret impérial de 1858. Ces bons de délégation sont des gages sur la valeur des terrains acquis puis revendus par la ville : la spéculation a donc aidé le financement des travaux parisiens.
Mais au-delà de ces gigantesques travaux, le baron Haussmann est à l'origine de l'homogénéité esthétique de l'architecture des immeubles de Paris. En effet, il impose aux propriétaires des normes de construction très strictes favorisant l'émergence de l'immeuble de rapport et la construction d'hôtels particuliers.
Selon les estimations, les travaux du baron Haussmann ont modifié Paris à hauteur de 60 % : 18 000 maisons ont été démolies entre 1852 et 1868 (dont 4 349 avant l'extension des limites de Paris en 1860), alors que 30 770 maisons sont recensées en 1851 dans le Paris d'avant l'annexion des communes limitrophes.

## Son influence dans le reste de la France et à l'étranger
L'action d'Haussmann a influencé l'aménagement urbain de plusieurs villes françaises sous le Second Empire et le début de la Troisième République. Il s'agit notamment de Rouen, où plus de deux cents parcelles ont été expropriées pour la création de plusieurs nouvelles rues, Dijon, Angers, Lille, Toulouse, Agen, Avignon, Montpellier, Toulon, Nîmes et enfin Marseille qui est l'une des villes dont la physionomie a le plus changé. La ville d'Alger, alors colonie française, a également été profondément remaniée à cette époque.
Hors de France, plusieurs capitales — Bruxelles, Rome, Barcelone, Madrid, Buenos Aires et Stockholm — s'inspirent de ses idées, avec l'ambition de devenir un nouveau Paris. Les principes haussmanniens influencent Le Caire. Bucarest dispose d'un quartier en rupture avec la vieille ville appelé « le petit Paris ».
Bien que le préfet Vaïsse soit parfois présenté comme le « Haussmann lyonnais », le percement des grandes artères dans la Presqu'île de Lyon sous le Second Empire ne doit rien à l'exemple de ce dernier car il s'est effectué simultanément aux chantiers parisiens.

## Décorations, honneurs et hommages

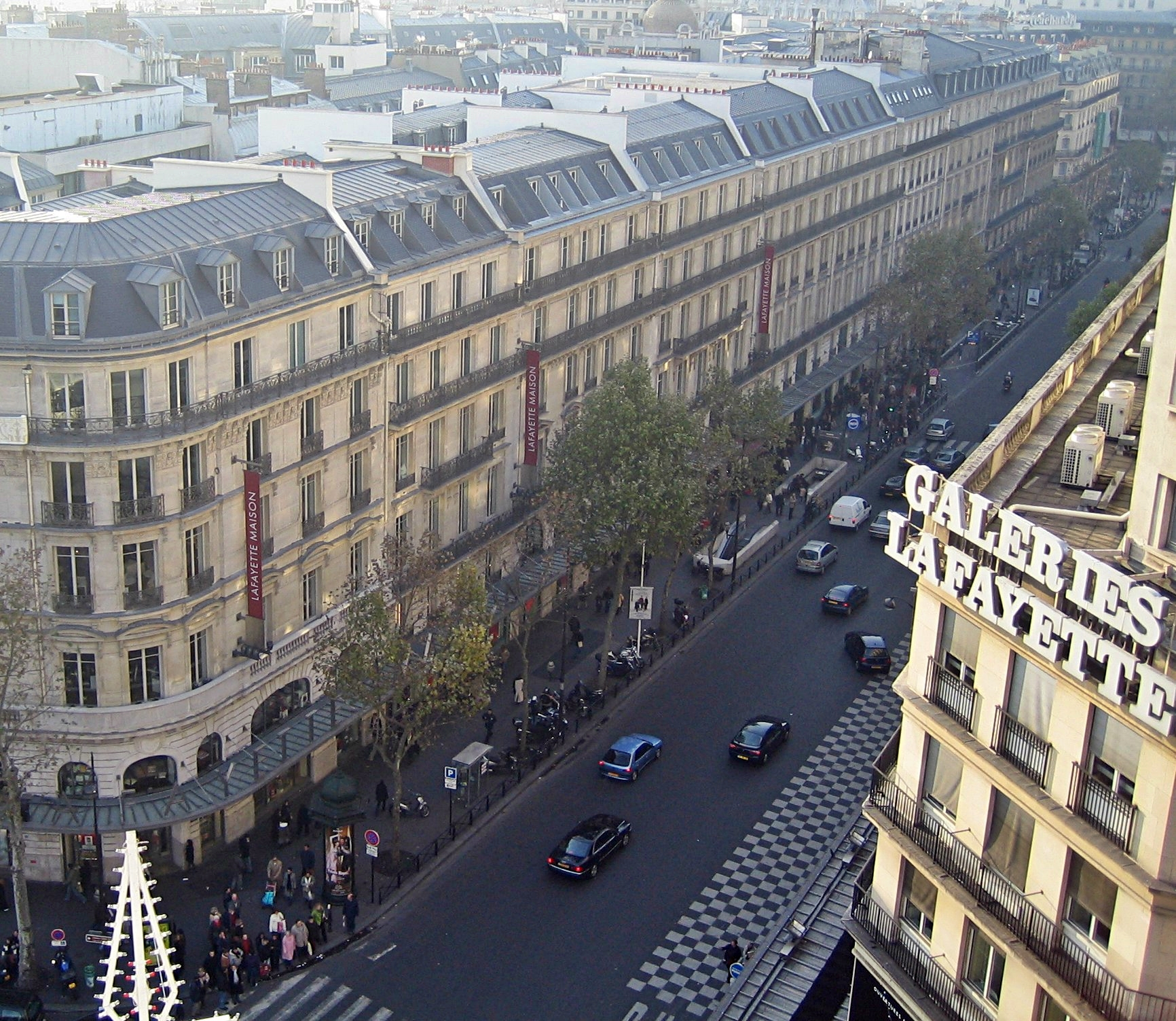
Boulevard Haussmann, Paris.

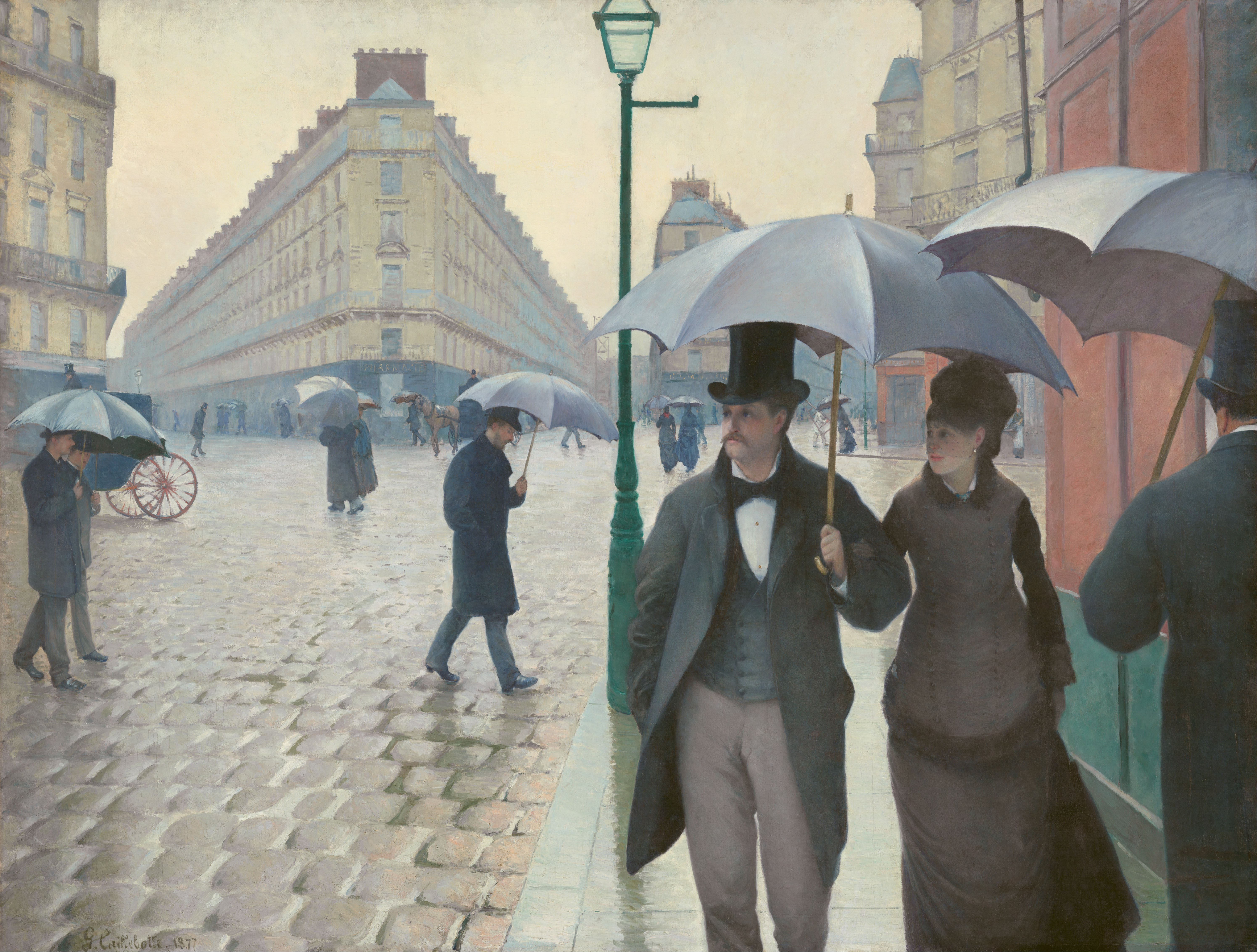
Rue de Paris, temps de pluie (1877) de Gustave Caillebotte, Art Institute, Chicago.

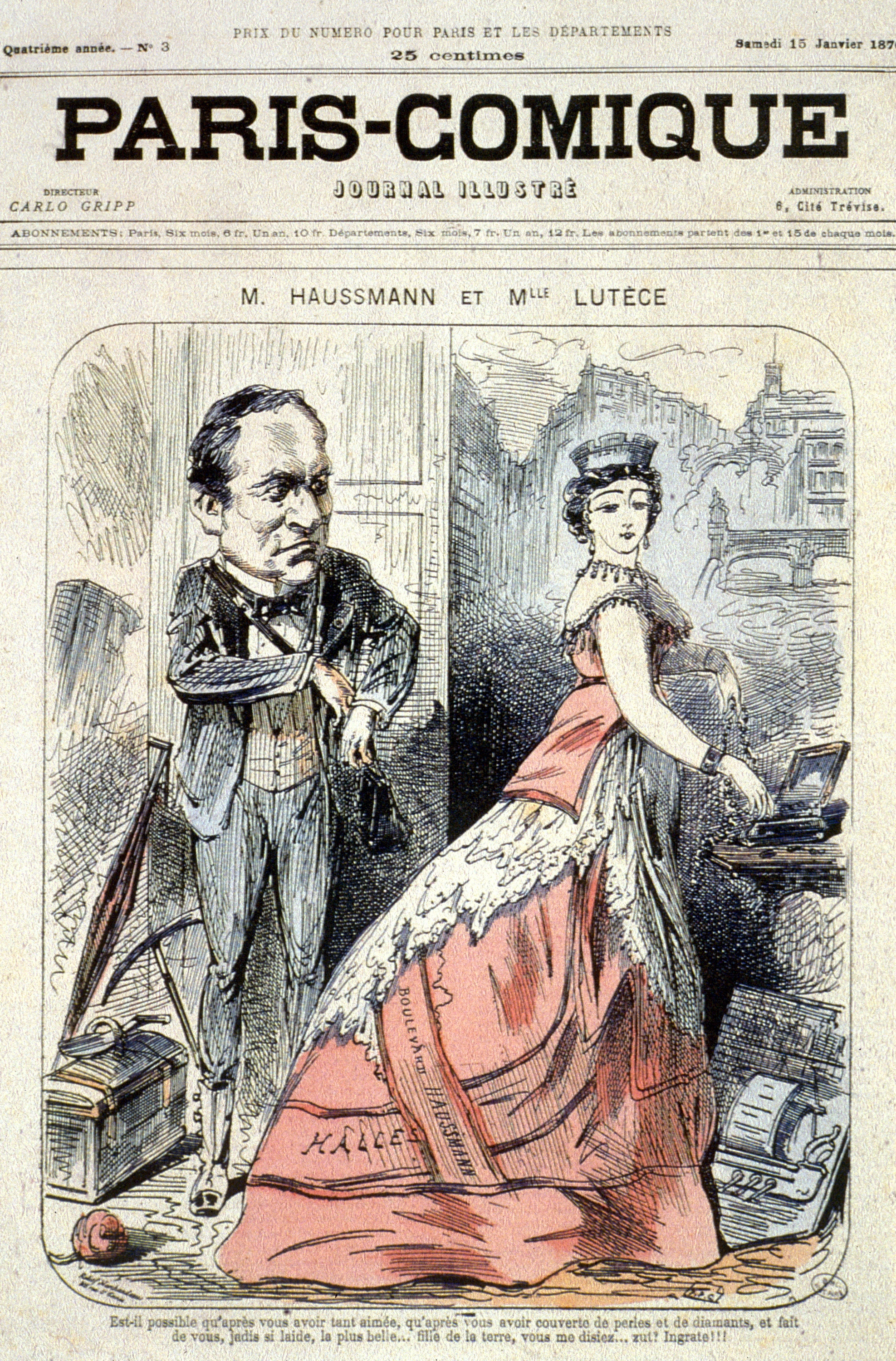
« Est-il possible qu'après vous avoir tant aimée, qu'après vous avoir couverte de perles et de diamants, et fait de vous, jadis si laide, la plus belle... fille de la terre, vous me disiez... zut ? Ingrate !!! », janvier 1870.

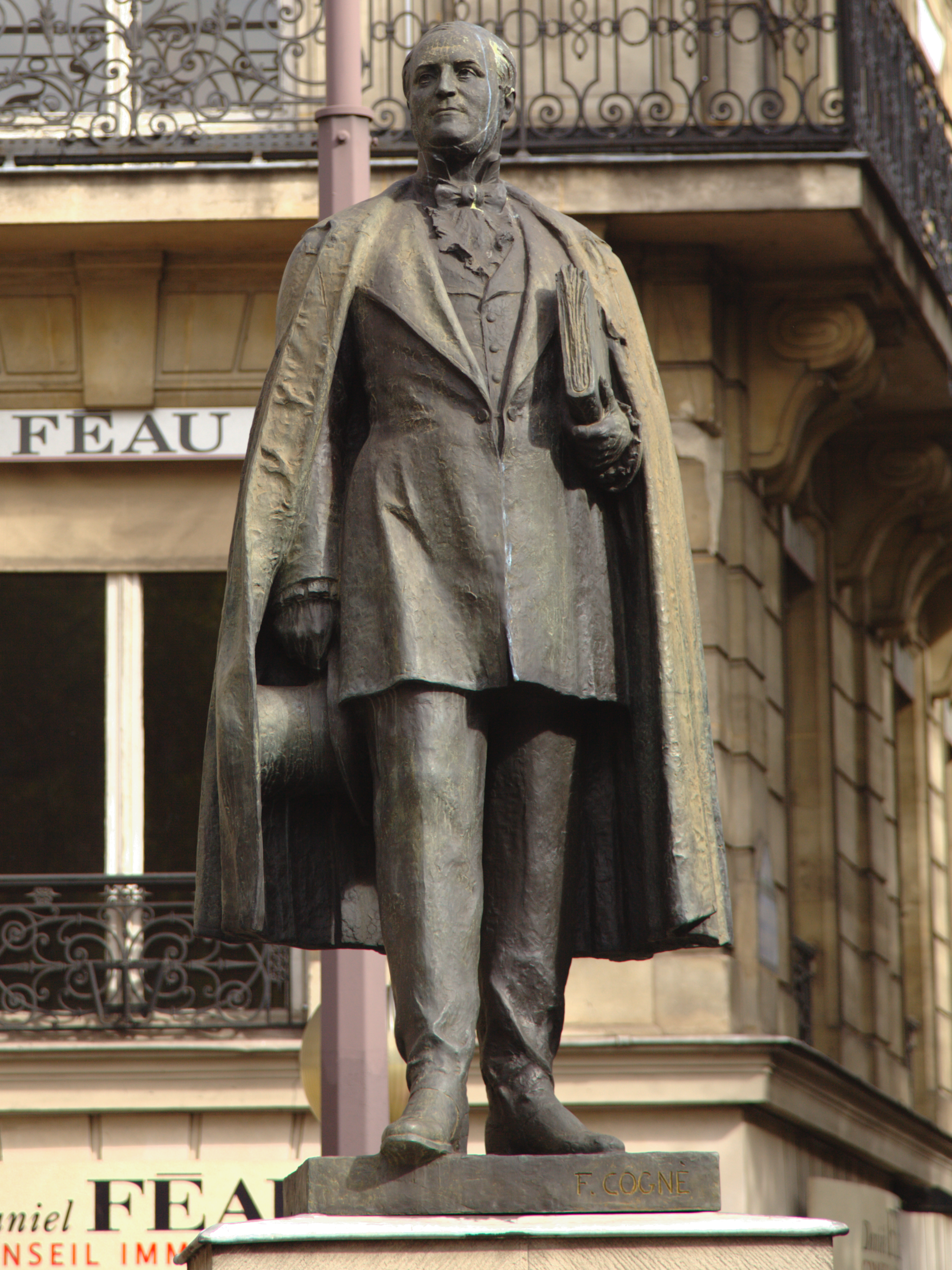
Monument au baron Haussmann, à l'angle du boulevard Haussmann et de la rue de Laborde à Paris.

- Grand-croix de la Légion d'honneur (1862)[20].
- Membre de l'Académie des beaux-arts (1867).
- Un boulevard porte son nom à Paris, parmi ceux qu'il avait fait percer et plus précisément celui qui remplace la rue de sa naissance. Il en est de même des rues, avenues, allées, places de 11 autres villes de France (Auxerre, Blaye, Bordeaux, Bourges, Cestas, Courbevoie, Draguignan, Gravelines, Guyancourt, Issy-les-Moulineaux et Yssingeaux)[21] tandis qu'à Nérac c'est son ancienne sous-préfecture qui s'appelle dorénavant Centre Haussmann (10 place Armand Fallières)[22].
- Un timbre à son effigie a été émis en France en 1952 (2e série des célébrités du XIXe siècle)[23], gravé par René Cottet d'après le portrait peint par Adolphe Yvon.

## Critiques et controverses
Son titre de baron a été contesté. Comme il l'explique dans ses Mémoires, il a utilisé ce titre après son élévation au Sénat en 1857, en vertu d'un décret de Napoléon Ier qui accordait ce titre à tous les sénateurs, mais ce décret était tombé en désuétude depuis la Restauration. Le Dictionnaire du Second Empire, souligne qu'Haussmann a utilisé ce titre en se fondant de manière abusive sur l'absence de descendance mâle de son grand-père maternel, Georges Frédéric, baron Dentzel, dont le baronnat accordé en 1808 par Napoléon était tombé en déshérence.
Il aurait refusé, d'une boutade, le titre de duc proposé par Napoléon III (cf. section « Autour du baron Haussmann »).
Son œuvre n'en reste pas moins contestée à cause des sacrifices qu'elle a entraînés ; en outre, les méthodes employées ne s'encombrent pas de principes démocratiques. Les manœuvres financières sont bien souvent spéculatives et douteuses, ce qui nourrit le récit d'Émile Zola dans son roman La Curée.
Par ailleurs, la bulle spéculative immobilière entraînée par ses travaux, qui ont eu leur pendant à Berlin et Vienne, a nourri la bulle financière qui s'est achevée par le krach de 1873.
Les lois d'expropriation ont entraîné plus tard de nombreuses contestations et poussé à la faillite de nombreux petits propriétaires dépossédés de leurs biens. En parallèle, les nouveaux règlements imposent des constructions d'un niveau de standing élevé, excluant de facto les classes les moins aisées de la société parisienne.
Cette période de travaux a favorisé le paludisme dans Paris en raison des terrassements importants et de longue durée. Les flaques, mares et autres points d'eau croupissante perduraient longtemps, engendrant une pullulation d'anophèles parmi une grande concentration humaine. De plus, un grand nombre d’ouvriers venaient de régions infectées et étaient porteurs du plasmodium.
Une partie de la population manifeste son mécontentement en même temps que son opposition au pouvoir. En 1867, Haussmann est interpellé par le député Ernest Picard. Les débats houleux que le personnage suscite au Parlement entraînent un contrôle plus strict des travaux, qu'il avait habilement évité jusque-là.
Jules Ferry rédige la même année une brochure malicieusement intitulée : « Les Comptes fantastiques d'Haussmann », par allusion aux Contes fantastiques d'Hoffmann : selon lui, l'haussmannisation parisienne aurait coûté 1 500 millions de francs, ce qui est loin des 500 millions annoncés ; on l'accuse également, à tort, d'enrichissement personnel.
Napoléon III a proposé à trois reprises à Haussmann d'entrer au gouvernement, comme ministre de l'Intérieur, de l'Agriculture et des Travaux Publics, mais le seul titre qu'il est susceptible d'accepter est celui de ministre de Paris, que lui refuse l'Empereur. Cependant, à partir de 1860, le préfet de la Seine assiste au Conseil des ministres.
Haussmann est destitué par le cabinet d'Émile Ollivier le 5 janvier 1870, quelques mois avant la chute de Napoléon III. Son successeur est Henri Chevreau ; néanmoins Eugène Belgrand et surtout Adolphe Alphand conservent un rôle prépondérant et poursuivent son œuvre.
Après s'être retiré pendant quelques années à Cestas près de Bordeaux, Haussmann revient à la vie publique en étant élu député en Corse en 1877, face au député sortant, Napoléon-Jérôme Bonaparte, avec le soutien du nonce apostolique et du cardinal Guibert, archevêque de Paris. Il conserve ce mandat jusqu'en 1881 : il siège dans le groupe bonapartiste de l’Appel au peuple. Il est écarté de la vie publique en 1885 et en 1890, il perd successivement sa fille aînée et sa femme. Il consacre la fin de sa vie à la rédaction de ses Mémoires (1890-1891), un document important pour l'histoire de l'urbanisme de Paris.
Haussmann meurt le 11 janvier 1891 et est enterré au cimetière du Père-Lachaise (4ème division), à Paris.

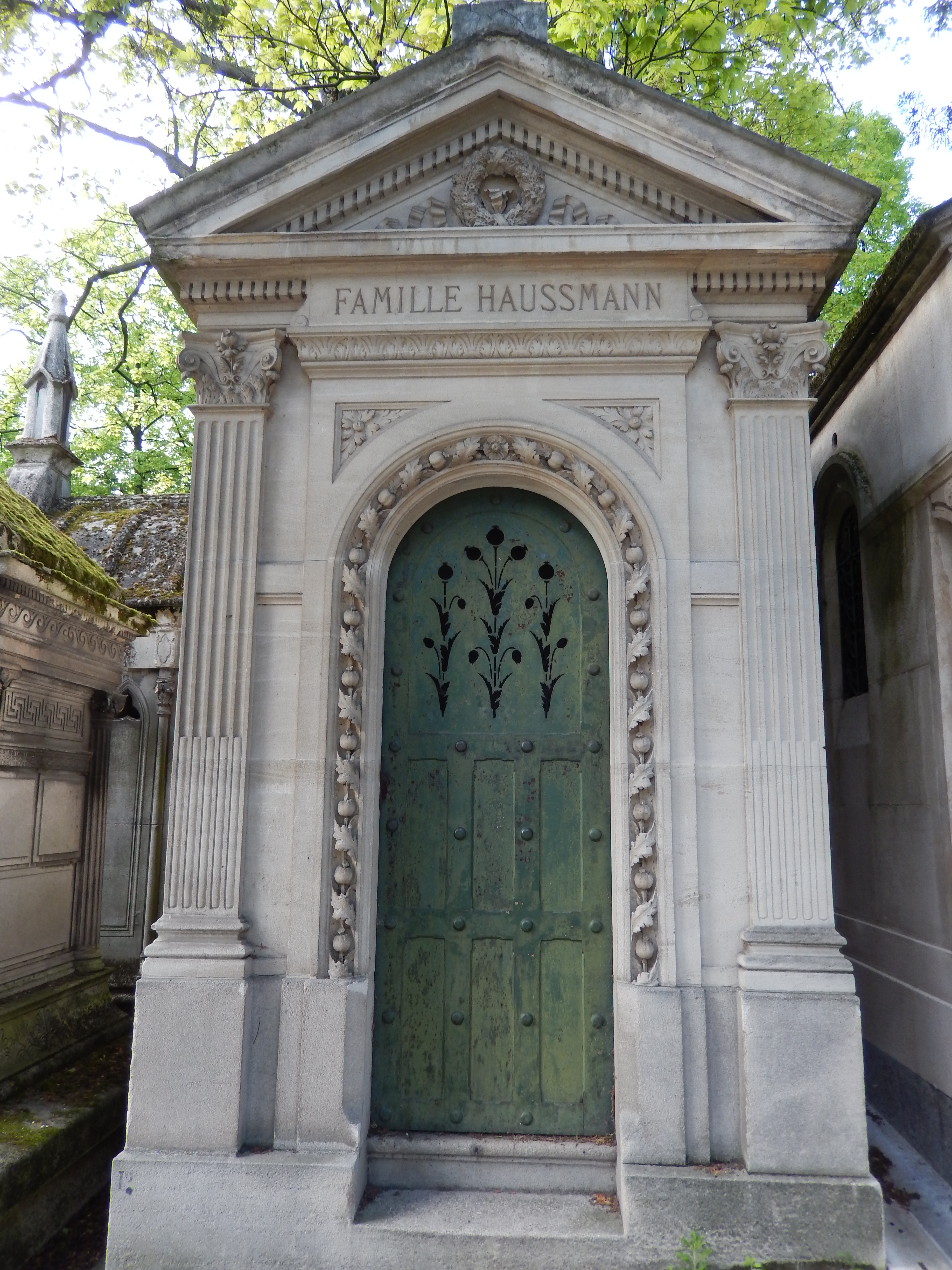
Tombe de Georges Eugène Haussmann (cimetière du Père Lachaise, division 4).

## Autour du baron Haussmann
- Ernest Renan rapporte que Haussmann aurait fait disparaître une île entière en Bretagne, l'Île-Grande (face à Pleumeur-Bodou), pour obtenir la pierre nécessaire à ses travaux. L'écrivain exagère car l'île est toujours habitée mais il y reste d'imposantes carrières datant de l'époque des travaux haussmanniens[35].
- Haussmann raconte dans ses Mémoires que Napoléon III voulait donner son nom à la partie du boulevard de Sébastopol qui s'étendait sur la rive gauche (actuel boulevard Saint-Michel). Le préfet refusa en feignant la modestie. En réalité il espérait, et obtint en fin de compte, que son nom soit attribué à un boulevard dont l'idée lui revenait plus directement et au bord duquel il était né (dans une maison qu'il dut d'ailleurs détruire) : c'est l'actuel boulevard Haussmann.
- Afin de montrer son peu d'attachement aux titres officiels, il rapporte dans ses Mémoires le dialogue suivant, où un interlocuteur lui suggérait qu'il pourrait être nommé duc de la Dhuis, en référence aux travaux d'Haussmann par lesquels l'eau de cette rivière était venue alimenter Paris. Haussmann objecta[36] :

« De la Dhuis ? Mais, duc, ce ne serait pas assez.
— Que voulez-vous donc être ?… Prince ?
— Non ; mais il faudrait me faire aqueduc, et ce titre ne figure pas dans la nomenclature nobiliaire. »

- Il a fait construire pour Napoléon III le château de Longchamp, dans le bois de Boulogne, où il a finalement vécu, à la demande de l'empereur en remerciement des services rendus.
- Une statue du baron Haussmann réalisée par François Cogné se trouve à l'angle de la rue de Laborde et du boulevard Haussmann (8e arrondissement de Paris).

#### Bibliographie générale

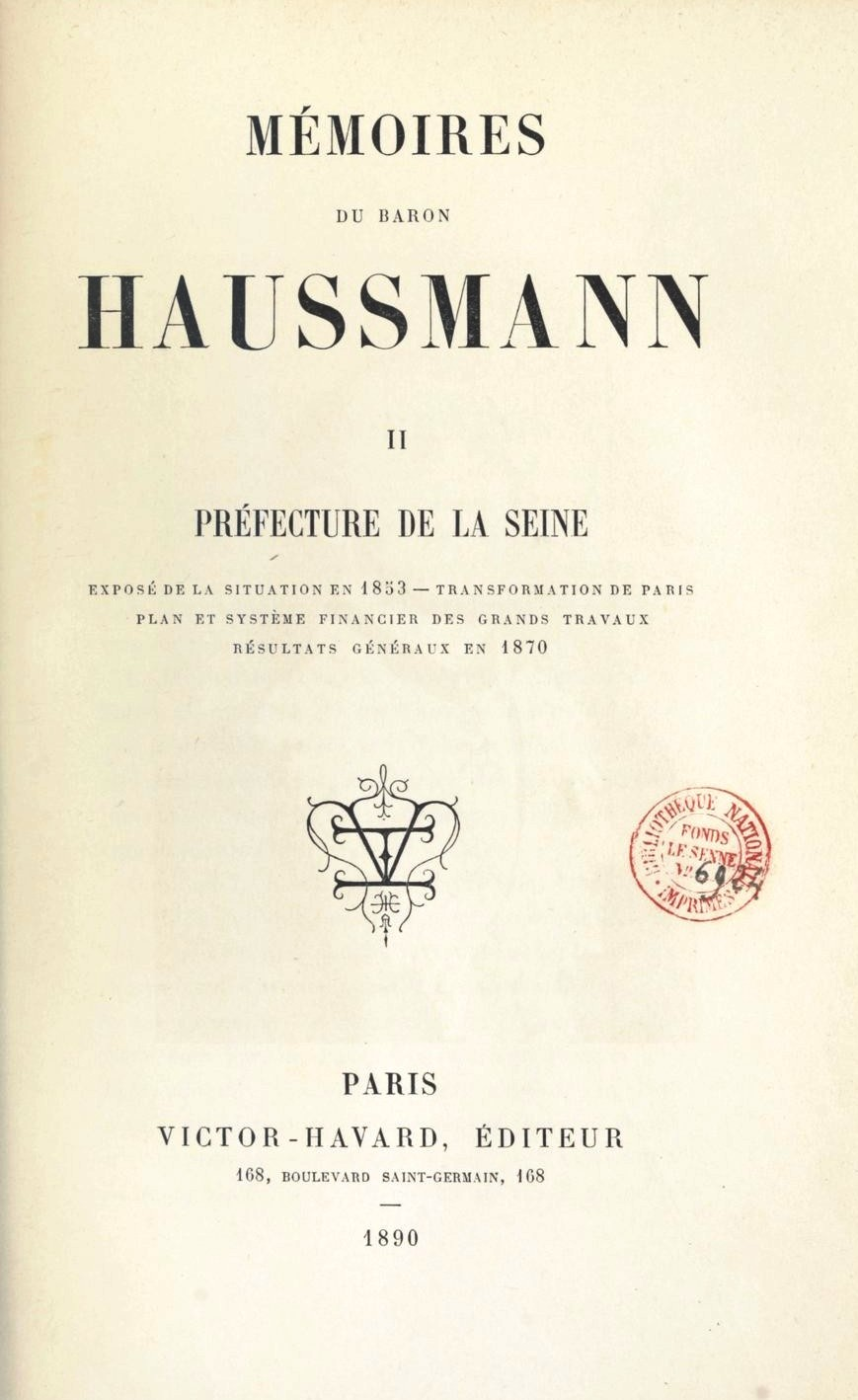
Page de titre des Mémoires d'Haussmann, chez Victor-Havard, 1890.